# زونگ شیانگچینگ
زونگ شیانگچینگ (انگلیسی: Zong Xiangqing؛ زادهٔ ۴ اکتبر ۱۹۶۰) شمشیرباز اهل چین بود. وی در بازی‌های المپیک تابستانی ۱۹۸۴ شرکت کرده‌است.